# ميدان خلف (ماجين)
ميدان خلف (بالفارسية: میدان خلف) هي قرية تقع في إيران في قسم ماجين الريفي. يقدر عدد سكانها بـ 327 نسمة بحسب إحصاء 2016.